# Matura międzynarodowa
Matura międzynarodowa – część międzynarodowego programu edukacyjnego International Baccalaureate. Jest to dwuletni program nauczania na poziomie liceum ogólnokształcącego, realizowany w całości w języku angielskim, francuskim lub hiszpańskim, zakończony egzaminem maturalnym. W programie uczestniczy 3421 szkół w 157 krajach (dane na 03.09.2019). Dyplom IB jest honorowany przez ponad 3300 szkół wyższych w blisko 90 krajach.

## Historia
Rozpoczęta w 1968 roku w Międzynarodowej Szkole w Genewie (International School of Geneva), na początku tylko w języku angielskim i francuskim. Program został na początku tak zaprojektowany, aby zawierał obowiązkowe informacje oraz standardowy zbiór egzaminów dla uczniów z całego świata. Program miał dać uczniom prawdziwe międzynarodowe wykształcenie, które będzie motywowało studentów do rozumienia innych kultur, języków oraz nauki rozpatrywania problemów z różnych punktów widzenia. Szkoły, które początkowo oferowały maturę międzynarodową, były przeważnie prywatnymi szkołami międzynarodowymi, ale była również mała liczba prywatnych narodowych instytucji. Od tego czasu prawie 50% wszystkich szkół IB jest rządowymi instytucjami. Uczelnie oraz rządy narodowe zaczęły powoli akceptować maturę międzynarodową w latach 80. XX wieku. Akceptacja była powolna z powodu obaw przed utratą najlepszych uczniów z systemów narodowych. Dzisiaj większość uczelni rozpoznaje, a nawet preferuje te egzaminy nad innymi takimi jak A-levels.

## Zasady programu
Program maturalny w systemie IB trwa dwa lata (w Polsce rozpocząć go mogą uczniowie po dwuletniej nauce w klasach IB-MYP), składa się z sześciu kursów przedmiotowych, eseju oraz kursu z teorii wiedzy (Theory of Knowledge). Całość kursów odbywa się w języku angielskim, francuskim lub hiszpańskim, w tym języku zdawany jest także egzamin maturalny (z wyjątkiem oczywiście egzaminów z języków).
Szczegółowy rozkład i poziom kursów przedmiotowych ustala indywidualnie każdy z uczniów zgodnie z obowiązującymi zasadami. Trzy lub ewentualnie cztery z kursów należy zaliczyć na poziomie rozszerzonym (Higher level – HL), pozostałe na poziomie podstawowym (Standard level – SL). Sześć kursów przedmiotowych stanowią:
1. Język podstawowy – do wyboru ponad 80 języków, uczeń ma prawo wybrać język ojczysty; kurs obejmuje także literaturoznawstwo danego języka.
2. Drugi język – może (lecz nie musi) stanowić naukę od podstaw. Istnieją dwa rodzaje kursów języka obcego: Ab Initio stanowiący naukę od podstaw oraz B (Standard level, Higher level) będący kontynuacją nauki. Dla uczniów zdających maturę przed 2012 rokiem dostępny był również poziom A2, obejmujący naukę literatury danego języka. W grupie drugiej można również uczyć się drugiego języka na poziomie A1 (język ojczysty).
3. Nauki społeczne – geografia, historia, filozofia, ekonomia, psychologia, antropologia, politologia, zarządzanie, technika informatyczna w globalnym społeczeństwie (ang. information technology in a global society, ITGS) oraz religie świata (pięć wybranych religii spośród dziewięciu: chrześcijaństwa, judaizmu, islamu, hinduizmu, buddyzmu, sikhizmu, taoizmu, dźinizmu i bahaizmu). W przypadku historii na poziomie rozszerzonym istnieje rozgraniczenie między historią Ameryki, historią Europy, historią Afryki, historią zachodniej Azji oraz historią wschodniej i południowo-wschodniej Azji. Nauczany wariant najczęściej zależy od lokalizacji szkoły.
4. Nauki doświadczalne – chemia, fizyka, biologia, informatyka, nauka o środowisku, nauka o zdrowiu i sporcie, technologia projektowania (ang. design technology).
5. Nauki matematyczne – do wyboru matematyka na czterech poziomach zaawansowania: Mathematics: Analysis and Approaches SL, Mathematics: Analysis and Approaches HL, Mathematics: Applications and Interpretations SL oraz Mathematics: Applications and Interpretations HL.
6. Sztuka – nauki o teatrze, malarstwie, filmie, muzyce, tańcu. Uczeń może zamienić przedmiot nauczania z grupy szóstej na dowolny inny przedmiot z grupy 1, 2, 3, 4 lub 5 (najczęściej dodatkowy język, chemia lub informatyka).

W niektórych szkołach możliwe jest wybranie trzech przedmiotów z trzeciej lub czwartej grupy przy opuszczeniu drugiej z nich za specjalnym pozwoleniem IBO (ang. non-regular diploma) lub zdawanie egzaminu z siedmiu przedmiotów (ocena z jednego z nich jest wtedy prezentowana na specjalnym certyfikacie i równoważna z oceną maturalną).
Warunkami uzyskania dyplomu są ponadto:
- Napisanie pracy (EE – Extended Essay), najczęściej w języku wykładowym, o objętości do 4000 słów z dowolnie wybranego przedmiotu nauczanego w szkole (niekoniecznie zdawanego na maturze). Temat jest dowolny, jednak wymagane jest przeprowadzenie własnych badań przez ucznia. Wymagane jest jednak pisanie pracy pod kierownictwem nauczyciela z danej szkoły[5].
- Zaliczenie co najmniej 150 godzin zajęć CAS (ang. Creativity, Action, Service – twórczość, działanie, pomoc). W ramach CAS-u prowadzi się zajęcia sportowe, działalność artystyczną, społeczną itp.
- Zaliczenie kursu teorii wiedzy (TOK – Theory of Knowledge) składającego się z około 100 godzin, mającego na celu naukę podstaw epistemologii oraz krytycznego myślenia u uczniów. Dodatkowo, uczeń musi napisać esej o objętości 1200–1600 słów na podany temat (wybrany z listy sześciu tematów określonych przez IBO) oraz przeprowadzić prezentację związaną z zagadnieniami teorii wiedzy na dowolnie wybrany temat.

Punkty otrzymane za Extended Essay i prezentację z teorii wiedzy pozwalają uzyskać wyższą ocenę na dyplomie. W przypadku gdy obie prace są najwyżej ocenione, uczeń otrzymuje trzy dodatkowe punkty do ostatecznej oceny. Bez dodatkowych punktów nadal można otrzymać dyplom, jeżeli oba wymagania zostaną spełnione i jedno z nich zostanie ocenione na co najmniej 2 (od 2010 roku oba), jednak niemożliwe jest wtedy otrzymanie 45 punktów.

## W Polsce
W Polsce program matury międzynarodowej realizowany jest od 1993 roku. Nauka w systemie IB jest, w szkołach publicznych, w większości przypadków, nieodpłatna (uczeń ponosi jednak opłatę za sam egzamin, w 2008 roku około 2400 zł). Realizuje ją 69 szkół (2024 r.):
- Białystok
  - II Liceum Ogólnokształcące im. Anny z Sapiehów Jabłonowskiej w Białymstoku
- Bydgoszcz
  - IX Liceum Ogólnokształcące w Bydgoszczy
  - International School of Bydgoszcz
  - Międzynarodowe Liceum Sokrates w Bydgoszczy[8]
- Częstochowa
  - II Liceum Ogólnokształcące im. Romualda Traugutta w Częstochowie
- Gdańsk
  - III Liceum Ogólnokształcące im. Bohaterów Westerplatte w Gdańsku
- Gdynia
  - III Liceum Ogólnokształcące im. Marynarki Wojennej RP w Gdyni
- Gliwice
  - I Liceum Ogólnokształcące im. Edwarda Dembowskiego w Gliwicach
- Kalisz
  - II Liceum Ogólnokształcące im. Tadeusza Kościuszki w Kaliszu
- Katowice
  - Prywatne Liceum Ogólnokształcące im. Melchiora Wańkowicza w Katowicach
  - III Liceum Ogólnokształcące im. Adama Mickiewicza w Katowicach
- Kielce
  - VI Liceum Ogólnokształcące im. Juliusza Słowackiego w Kielcach
- Kraków
  - Kolegium Europejskie w Krakowie
  - VIII Prywatne Akademickie Liceum Ogólnokształcące
  - British International School of Cracow
  - International School of Kraków
  - VI Liceum Ogólnokształcące im. Adama Mickiewicza w Krakowie[9][10]
- Leszno
  - II Liceum Ogólnokształcące im. Mikołaja Kopernika w Lesznie
- Lublin
  - I Liceum Ogólnokształcące im. Stanisława Staszica w Lublinie
  - Międzynarodowe Liceum Ogólnokształcące Paderewski w Lublinie
- Łódź
  - IV Liceum Ogólnokształcące im. Emilii Sczanieckiej w Łodzi
  - British International School of the University of Łódź
- Olsztyn
  - I Liceum Ogólnokształcące im. Adama Mickiewicza w Olsztynie
- Piastów
  - Liceum Ogólnokształcące z Oddziałami Dwujęzycznymi im. Adama Mickiewicza w Piastowie

- Poznań
  - II Liceum Ogólnokształcące im. Generałowej Zamoyskiej i Heleny Modrzejewskiej w Poznaniu
  - International School of Poznan
  - Private High School Gaudium et Studium
- Płock
  - Liceum Ogólnokształcące im. Władysława Jagiełły w Płocku
- Rzeszów
  - IX Liceum Ogólnokształcące z Oddziałami Dwujęzycznymi im. Św. Jadwigi Królowej w Rzeszowie
- Suwałki
  - I Liceum Ogólnokształcące z Oddziałami Dwujęzycznymi im. Marii Konopnickiej w Suwałkach
- Szczecin
  - II Liceum Ogólnokształcące im. Mieszka I w Szczecinie
  - Szczecin International School
- Tarnów
  - II Liceum Ogólnokształcące im. Hetmana Jana Tarnowskiego w Tarnowie
- Wałbrzych
  - I Liceum Ogólnokształcące z Oddziałami Dwujęzycznymi im. Ignacego Paderewskiego w Wałbrzychu
- Warszawa
  - International European School of Warsaw
  - Meridian International School
  - Liceum Ogólnokształcące z oddziałami dwujęzycznymi Towarzystwa Edukacyjnego VIZJA
  - XXXIII Liceum Ogólnokształcące Dwujęzyczne im. Mikołaja Kopernika w Warszawie
  - II Liceum Ogólnokształcące im. Stefana Batorego w Warszawie
  - The British School w Warszawie
  - American School of Warsaw
  - I Społeczne Liceum Ogólnokształcące im. Maharadży Jam Saheba Digvijay Sinhji w Warszawie (Bednarska)
  - II Społeczne Liceum Ogólnokształcące im. Pawła Jasienicy
  - Prywatne Liceum Ogólnokształcące nr 32 im. Jeana Monneta w Warszawie
  - Prywatne Liceum Ogólnokształcące Sióstr Nazaretanek nr 54 w Warszawie
  - Prywatne Liceum Ogólnokształcące im. Pawła z Tarsu w Warszawie
  - International American School
  - XXXV Liceum Ogólnokształcące z Oddziałami Dwujęzycznymi im. Bolesława Prusa w Warszawie
- Wrocław
  - V Liceum Ogólnokształcące im. Jakuba Jasińskiego we Wrocławiu
  - Liceum Ogólnokształcące EKOLA we Wrocławiu
  - Międzynarodowe Liceum Ogólnokształcące we Wrocławiu - International High School of Wroclaw

## W Wielkiej Brytanii
W Wielkiej Brytanii matura międzynarodowa jest coraz bardziej respektowanym systemem nauczania, z powodu małej konkurencyjności[wymaga weryfikacji?] ocen z egzaminów takich jak A-level. Spowodowało to wprowadzenie nowej skali ocen do programu A-level. Agencja UCAS wprowadziła taryfę, która pozwala porównać wartość różnych typów egzaminów do IB. Z tego powodu wiele szkół, jak np. King Edwards School Witley, postanowiło, że nie będzie już nauczać systemem A-level, lecz tylko systemem IB.